# Парк Ривер (Северна Дакота)
Парк Ривер (енгл. Park River) град је у америчкој савезној држави Северна Дакота.

## Демографија
По попису из 2010. године број становника је 1.403, што је 132 (-8,6%) становника мање него 2000. године.
| Група             | 2000.         | 2010.         |
| Белци             | 1.455 (94,8%) | 1.340 (95,5%) |
| Афроамериканци    | 1 (0,1%)      | 0 (0,0%)      |
| Азијати           | 1 (0,1%)      | 3 (0,2%)      |
| Хиспаноамериканци | 40 (2,6%)     | 33 (2,4%)     |
| Укупно            | 1.535         | 1.403         |